# 三叶漆
三叶漆（学名：Terminthia paniculata）为漆树科三叶漆属的植物。分布于不丹、缅甸、印度以及中国大陆的云南等地，生长于海拔400米至1,500米的地区，多生于稀树草地和灌丛中，目前尚未由人工引种栽培。